# Galguduud
Galguduud (som. Galgaduud; arab. جلجدود) – jeden z osiemnastu regionów administracyjnych w Somalii, znajdujący się w centralnej części kraju, którego stolicą jest miasto Dusmareb, zaś największym miastem regionu jest El Buur.

## Dystrykty
Region Galguduud podzielony jest na następujące dystrykty:
- Dhusa Mareb
- Guri Cel
- Cadaado
- Ceelbuur
- Ceeldheer
- Galcad
- Galhareeri
- Caabudwaq
- Balanballe